# Inflectarius magazinensis
Inflectarius magazinensis är en snäckart som först beskrevs av Henry Augustus Pilsbry och James Henry Ferriss 1907.  Inflectarius magazinensis ingår i släktet Inflectarius och familjen Polygyridae. IUCN kategoriserar arten globalt som akut hotad. Inga underarter finns listade i Catalogue of Life.